# Fyen Rundt 2019
Il Fyen Rundt 2019, centodecima edizione della corsa, valido come evento dell'UCI Europe Tour 2019 categoria 1.2, si è svolto il 18 agosto 2019 su un percorso di 202,9 km. È stato vinto dal danese Rasmus Christian Quaade, che ha terminato la gara in 4h29'32" alla media di 45,167 km/h battendo i connazionali Nicklas Amdi Pedersen e Mattias Skjelmose Jensen.
Alla partenza erano presenti 114 ciclisti dei quali 66 hanno portato a termine la gara.

## Squadre partecipanti
| N.    | Cod. | Squadra                     |
| ----- | ---- | --------------------------- |
| 1-6   | ICA  | Israel Cycling Academy      |
| 11-16 | WAO  | Team Waoo                   |
| 21-26 | TCQ  | Team ColoQuick              |
| 31-36 | RIW  | Riwal Readynez Cycling Team |
| 41-46 |      | Aura Energi-CK Aarhus       |
| 51-56 | BHS  | BHS Almeborg Bornholm       |
| 61-66 |      | Integra Advokater-Giant     |
| 71-76 |      | IBT-Ridley Sydkisten        |
| 81-86 |      | Give Cykelklub              |
| 91-96 |      | Track Team Odense           |

| N.      | Cod. | Squadra                  |
| ------- | ---- | ------------------------ |
| 101-106 |      | Herning CK Elite PB Look |
| 111-116 |      | OK Kvickly Odder         |
| 121-126 |      | Team Abc                 |
| 131-136 |      | Ryska Posten RT          |
| 141-146 |      | Asker CK                 |
| 151-156 |      | Bygdø IL                 |
| 161-166 |      | Giro Cycling Team        |
| 171-176 |      | O.B. Wiik-Dan Stillads   |
| 181-186 | W52  | W52-FC Porto             |

## Ordine d'arrivo (Top 10)
| Pos. | Corridore                | Squadra      | Tempo    |
| ---- | ------------------------ | ------------ | -------- |
| 1    | Rasmus Christian Quaade  | Riwal        | 4h12'46" |
| 2    | Nicklas Amdi Pedersen    | BHS          | a 28"    |
| 3    | Mattias Skjelmose Jensen | IBT-Ridley   | s.t.     |
| 4    | Emil Nygaard Vinjebo     | Riwal        | s.t.     |
| 5    | Daniel Bligaard Lyhne    | ColoQuick    | s.t.     |
| 6    | Mads Kristensen          | Herning      | s.t.     |
| 7    | Samuel Caldeira          | W52-FC Porto | s.t.     |
| 8    | Jon Sæverås Breivold     | Bygdø IL     | s.t.     |
| 9    | Conor Dunne              | Israel       | s.t.     |
| 10   | Emil Toudal              | BHS          | a 1'51"  |